# Dario Zucca
Dario Zucca (Cagliari, 17 febbraio 1996) è un cestista italiano.

## Carriera

### Club
Dopo aver svolto la prima parte delle trafile giovanili con la maglia della Victoria Libertas Pesaro passa al settore giovanile della Reyer Venezia Mestre, proprio con la maglia oro-granata esordisce all'età di 18 anni in Serie A nella vittoria ai danni dell'Aquila Basket Trento realizzando anche i primi due punti della carriera da professionista.
La stagione successiva viene ceduto alla Valsesia Basket Borgosesia con la quale disputa un ottimo campionato di Serie B realizzando 257 punti in 30 partite.
Le ottime prestazioni avute nel terzo livello del campionato italiano valgono a Zucca l'accesso alla Serie A2, il lungo sardo viene ingaggiato dalla Pallacanestro Chieti e gioca per un totale di 28 partite.
Nel 2017 torna nelle Marche, questa volte però per vestire la maglia della Poderosa Pallacanestro Montegranaro, sempre in serie cadetta.
Passa successivamente al Bergamo Basket 2014 ed infine approda alla N.P.C. Rieti.

### Nazionale
Nel 2012, quando ancora giocava per il settore giovanile pesarese, viene convocato dall'Italia under 16 con la quale disputa il Campionato europeo maschile di pallacanestro Under-16 2012, sfiorando la medaglia di bronzo nella finalina contro la Serbia under 16.

## Statistiche
| Stagione        | Squadra               | Competizione | Partite | Partite | Partite | Statistiche tiro | Statistiche tiro | Statistiche tiro | Altre statistiche | Altre statistiche | Altre statistiche | Altre statistiche | Altre statistiche |
| Stagione        | Squadra               | Competizione | Pres.   | Titol.  | Minuti  | Tiri da 2        | Tiri da 3        | Liberi           | Rimb.             | Assist            | Rubate            | Stopp.            | Punti             |
| --------------- | --------------------- | ------------ | ------- | ------- | ------- | ---------------- | ---------------- | ---------------- | ----------------- | ----------------- | ----------------- | ----------------- | ----------------- |
| 2014-2015       | Reyer Venezia         | Serie A      | 1       | 0       | 2       | 1/2              | 0/0              | 0/0              | 1                 | 1                 | 0                 | 0                 | 2                 |
| 2015-2016       | Valsesia Basket       | Serie B      | 30      |         | 560     | 104/180          | 3/11             | 40/75            | 151               | 11                | 21                | 16                | 257               |
| 2016-2017       | Pall. Chieti          | Serie A2     | 28      |         | 224     | 29/54            | 1/2              | 6/9              | 60                | 10                | 3                 | 3                 | 67                |
| 2017-2018       | Poderosa Montegranaro | Serie A2     | 30      |         | 338     | 36/67            | 2/9              | 26/35            | 78                | 8                 | 8                 | 9                 | 104               |
| 2018-2019       | Bergamo Basket        | Serie A2     | 28      |         | 381     | 34/72            | 19/48            | 21/27            | 66                | 7                 | 11                | 6                 | 146               |
| 2019-2020       | N.P.C. Rieti          | Serie A2     | 22      |         | 296     | 27/47            | 10/47            | 15/26            | 66                | 9                 | 5                 | 9                 | 99                |
| Totale carriera |                       |              |         |         |         |                  |                  |                  |                   |                   |                   |                   |                   |